# Nikon D5
Die Nikon D5 ist eine digitale Spiegelreflexkamera des japanischen Herstellers Nikon die im März 2016 in den Markt eingeführt wurde. Sie ist für den professionellen Einsatz konzipiert.

## Technische Merkmale

### Allgemein
Wie auch bei der zeitgleich vorgestellten D500 verfügt das Autofokussystem der Kamera über 153 Messfelder, von denen 99 Kreuzsensoren sind. Es kann aus maximal 55 Messfeldern manuell ausgewählt werden. Die Lichtempfindlichkeit beträgt bis zu ISO 102.400 und ist auf ISO 3.280.000 erweiterbar.
Bei 12 bzw. mit hochgeklapptem Spiegel 14 Bildern pro Sekunde werden 200 Bilder im NEF-Format im internen Speicher abgelegt, bevor auf externe Speicher zugegriffen wird. 
Mit einer Auflösung von 3840 × 2160 Pixeln bei einem pixelgenauen Ausschnitt des Bildformats können hochauflösende 4K-UHD-Filme und 4K-Videos mit 30p/25p/24p aufgenommen werden. Full-HD-Videos (1080p) werden mit einer Bildrate bis 50p/60p aufgenommen.
Wie schon bei der NIKON D4 wird auf einer XQD-Card gespeichert. Es ist jedoch eine Alternativ-Version mit zwei CF-Cards (an Stelle der beiden XQD-Kartenfächer) erhältlich (CF Typ I, gemäß UDMA-Standard). Dabei ist die Pufferleistung im Vergleich zur XQD-Version reduziert.
Die Kamera besitzt rückseitig ein Touchscreen-Display.

### Netzanschlüsse
Mit den herstellereigenen Sendeeinheiten WT-4 und WT-5 unterstützt die Kamera Datenübertragung über WLAN- und Ethernet. Ein RJ-45-Anschluss verbindet die Kamera per Kabel mit dem Ethernet, was diverse Dienste (Bildübertragung per FTP-Protokoll, Fernsteuerung per Camera Control, HTTP-Server oder auch synchronisierte Auslösung mehrere Kameras) im LAN ermöglicht.

## Galerie Nikon D5

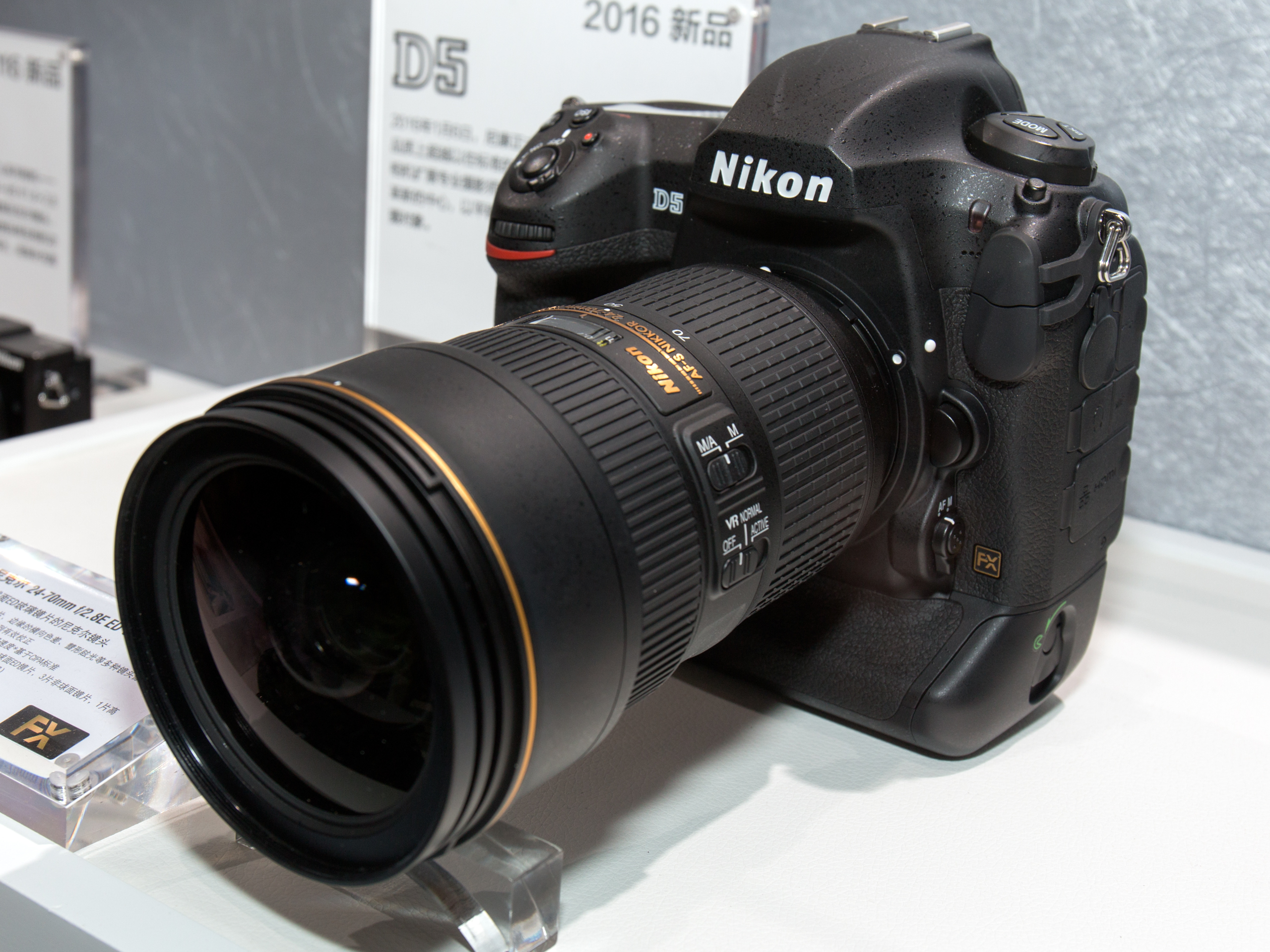
Nikon D5 mit AF-S Nikkor 24-70mm f/2.8E ED VR
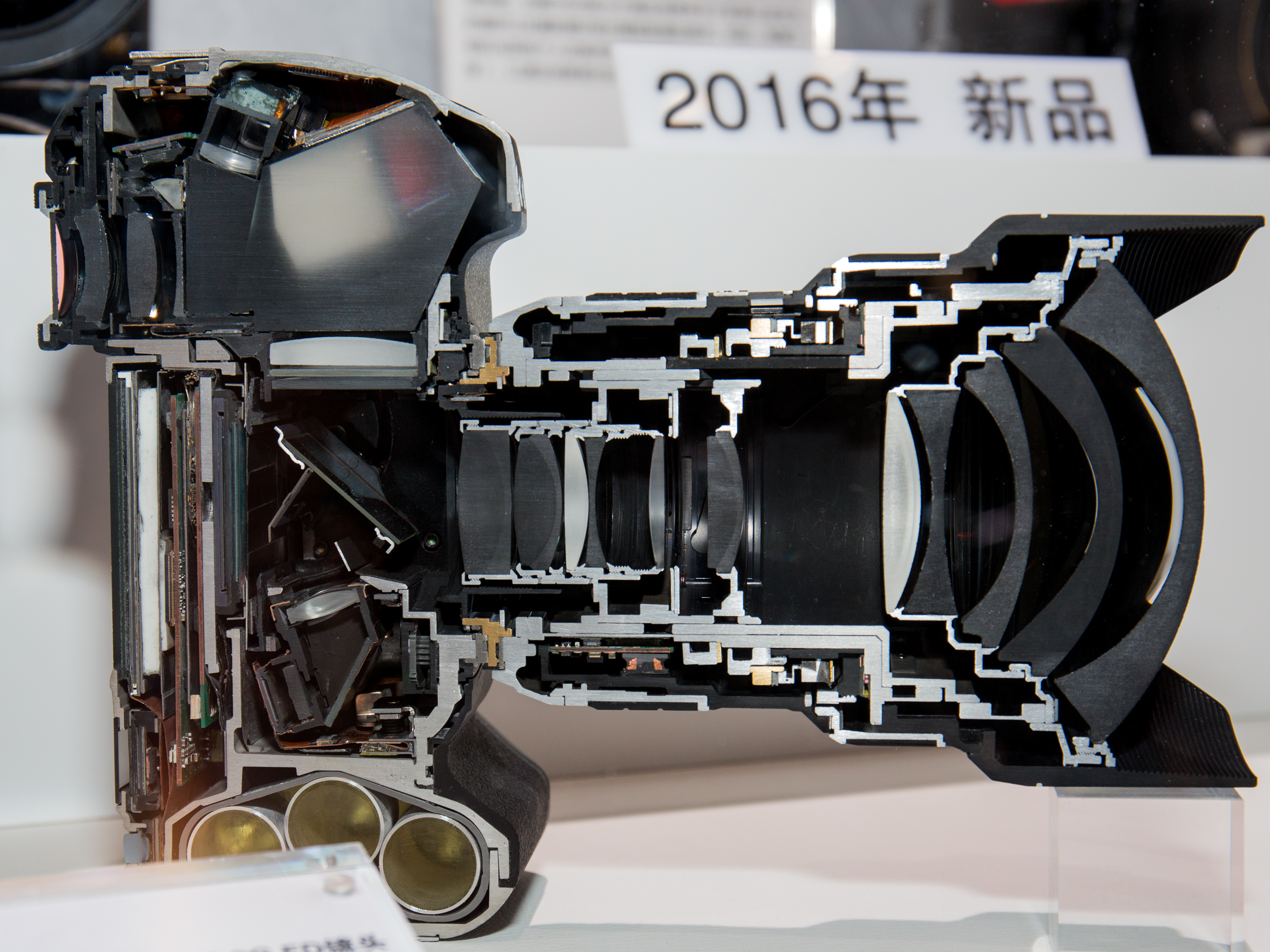
Nikon D5 mit AF-S Nikkor 14-24mm f/2.8G ED im Schnitt
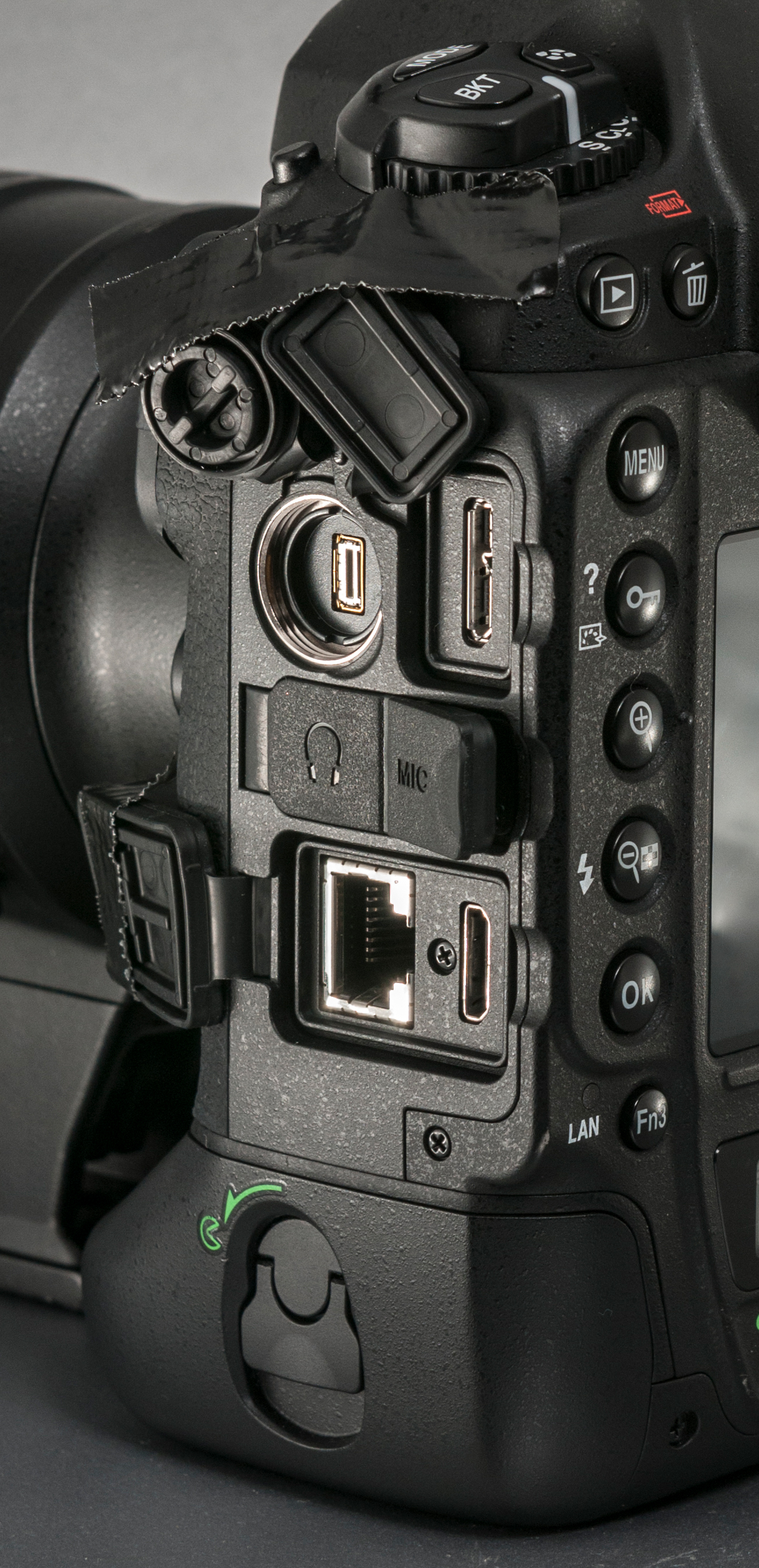
Bedienelemente und Anschlüsse links